# 穆罕默德·優素福
穆罕默德·優素福（1974年8月27日—），原名優素福·尤哈纳，是一名巴基斯坦板球教练和前板球球员和队长，他打过所有三种形式的比赛。 在皈依伊斯兰教之前，优素福是为数不多的为巴基斯坦国家板球队效力的基督徒之一。 优素福在2006年获得了1788分，这是一项世界纪录，在一年的测试中平均得分接近100分。
2010年3月10日，优素福被巴基斯坦板球委员会禁止代表巴基斯坦参加国际板球比赛，此前巴基斯坦板球委员会对优素福在2009-2010年澳大利亚巡回赛期间的失利进行了调查。 巴基斯坦板球委员会发布了一份官方声明，称他不会再次入选，因为他在球队内部制造了纪律问题和内斗。
作为对禁令的回应，优素福于2010年3月29日宣布退出国际板球比赛。

## 早年生活
优素福出生在巴基斯坦旁遮普省拉合尔的一个基督徒家庭。他的祖先是信奉印度教的旁遮普人，属于贱民类别，在英国殖民时代皈依基督教，以逃避印度种姓制度。 他的父亲尤哈纳·马瑟在火车站当清洁工，一家人住在铁路附近的贫民窟。 小时候，他买不起板球装备，就用哥哥的带子网球和木板做成球台在街上打板球。12岁时，他被金球馆发现，随后他加入了拉合尔福尔曼基督教学院，并继续打球，直到1994年初突然停止。
优素福出身贫寒，20世纪90年代从东部城市拉合尔贫民窟的一家裁缝商店的默默无闻中被拉出来参加当地的一场比赛。他精心制作的击球吸引了人们的注意，他一步步晋升为巴基斯坦最好的击球手之一。他正要去一家裁缝店工作时，却被当地一家缺少球员的俱乐部拉了回来。他们给他打电话，这导致了他在布拉德福德板球联盟的一个赛季，在保龄球馆老巷找到了重返比赛的道路。

## 皈依回教
在2005年皈依伊斯兰教之前，优素福是为巴基斯坦国家板球队效力的第四个基督徒和第五个非穆斯林。 他也是第一位也是迄今为止唯一一位巴基斯坦非穆斯林国家队长，在2004-05赛季澳大利亚巡回赛中率领球队，在墨尔本板球场的节礼日测试中打进了100个球。在2005年参加完巴基斯坦最大的非政治宗教组织的一次定期布道会议后，他皈依了伊斯兰教。他的妻子塔尼娅和他一起皈依了伊斯兰教，取名法蒂玛。然而，由于家庭原因以及他自己决定信奉自己的信仰，这一消息被保密了三个月，直到2005年9月他公开宣布改宗的消息。据《每日泰晤士报》报道，他的母亲说：“当他每周五在当地的清真寺祈祷时，我们得知了他的决定。这令人震惊。”然而，尤索夫告诉BBC说：“我无法告诉你这种感觉有多棒。 作为皈依的一部分，尤索夫正式将自己原来的名字优素福·尤哈纳改为穆罕默德·优素福。据他说 后来他的家人们都皈依了伊斯兰教。
前巴基斯坦板球运动员、体育评论员和现任板球委员会主席拉米兹·拉加本人也是穆斯林，他承认优素福新信仰的重要性：“宗教不仅在他作为板球运动员的成长中发挥了不可或缺的作用，而且在他作为一个人的成长中也发挥了不可或缺的作用。”

## 复出
2010年8月1日，在巴基斯坦输掉了在与英格兰的第一场测试赛后，优素福再次被召回了系列赛，宣布复出。 由于疲劳和时差，他决定不参加第二次测试。 在第二次测试完成后不久，巴基斯坦队队长沙曼·布特宣布，他预计尤索夫将回来进行第三次测试。 选秀者决定在第三场测试之前与伍斯特郡的巡回赛中对阵尤索夫，这样他的状态和健康状况就可以得到检查。 优素福的状态检查是肯定的，因为在下雨的一天，他设法获得了40分。 尤索夫在2010年对阵英格兰时得了56分；在这个过程中，他成为斯旺在测试板球中的第100名伤员；这一天巴基斯坦的表现有了很大改善，但他们最终以308分被淘汰出局。
在同一次的巡回赛中，他也参加了20系列赛。尽管优素福被认为是一名老牌板球运动员，在2006年只参加了一次T20I，并在26次投球中打进了21球。
当他在对阵英格兰的第二场比赛中打进46球时，他的状态继续得很好。在英格兰队的五场系列赛中，优素福以2比3的比分输给了巴西队。优素福随后在2010年10月对阵南非的比赛中被选为巴西队的三个教练之一。 他被认为是队长的选择，然而，他没有被选中。